# Robert C. Tucker
Robert C. Tucker (ur. 29 maja 1918 w Kansas City, zm. 29 lipca 2010 w Princeton) – amerykański historyk, sowietolog. 

## Życiorys
W latach 1944–1953 był attaché ambasady USA w ZSRR. Doktorat obronił na Uniwersytecie Harvarda w 1958 roku. Był wykładowcą Princeton University. Zajmował się dziejami ZSRR. Jest zaliczany do grona rewizjonistów. 

## Wybrane publikacje
- Philosophy and Myth in Karl Marx, Cambridge, England: Cambridge University Press 1961. ISBN 0-7658-0644-4.
- The Soviet Political Mind: Stalinism and Post-Stalin Change, New York: Norton 1963. ISBN 0-393-00582-8.
- (współautor Stephen F. Cohen), The Great Purge Trial, New York: Grosset & Dunlap 1965. LCCN 65-14751.
- The Marxian Revolutionary Idea, New York: Norton 1969. ISBN 0-393-00539-9.
- (redakcja) The Marx-Engels Reader, New York: Norton 1972. ISBN 0-393-09040-X.
- (redakcja) The Lenin Anthology, New York: Norton 1977. ISBN 0-393-09236-4.
- (redakcja) Stalinism: Essays in Historical Interpretation, New York: W. W. Norton & Company 1977. ISBN 0-8133-2491-2.
- Political Culture and Leadership in Soviet Russia, New York: W. W. Norton & Company 1987. ISBN 0-393-95798-5.
- Stalin as Revolutionary: 1879-1929, New York: W. W. Norton & Company 1988. ISBN 0-393-00738-3.
- Stalin in Power: The Revolution from Above, 1928-1941, New York: W. W. Norton & Company 1990. ISBN 0-393-02881-X.
- Politics as Leadership, Columbia, Mo: University of Missouri Press 1981. ISBN 0-8262-1023-6.
- (współautor: Timothy J. Colton) Patterns in Post-Soviet Leadership, Boulder CO: Westview Press 1995. ISBN 0-8133-2492-0.